# Ilha Grande
23°08′S 44°10′V / 23.133°S 44.167°V
Ilha Grande er en ø i Brasilien ud for delstaten Rio de Janeiro. Øen er 193 km² stor.
Som tidligere hjemsted for områdets pirater og med et slavefængsel midt på øen, kan Ilha Grande prale af en noget mere dramatisk historie end så mange andre steder i Brasilien. Øen ligger omkring 200 km. syd for Rio de Janeiro. Stedet er i dag aldeles fredeligt, og det eneste, der er tilbage fra disse tider, er efterkommere af fængselsvogtere og historierne om de efterladte sørøverskatte, der siges at være begravet på øen.
På øen findes stranden Praia Lopes Mendez, og mulighederne for snorkling og surfing især i weekenden lokker mange mennesker til. Ilha Grande er velegnet, hvis man er til vandreture, trekking, dykning, snorkling, kajak eller andre frilufts-aktiviteter. Det højeste bjerg på øen hedder Pico da Pedra D'Água og er 1.031 meter højt.
Ilha Grande er forbudt område for biler, så man kommer omkring ved egen hjælp. Og det foregår enten via de stier, der gennemskærer øen, eller langs strandene. Her er det i øvrigt muligt, at føle sig som en ren Robinson Crusoe, da mange af stederne er fuldstændig øde.